# Székely (Ungheria)
Székely è un comune dell'Ungheria di 1 116 abitanti (dati 2001). È situato nella contea di Szabolcs-Szatmár-Bereg.